# Abdusalam Mohammed
Abdul Sallam Mohameed Suliman Al Dabdoub, meglio noto come Abdusalam Mohammed (in arabo عبد السلام محمد‎?; Al-'Ayn, 19 giugno 1992), è un calciatore emiratino, difensore dell'Ittihad Kalba.

## Carriera

### Club
Cresciuto nel settore giovanile dell'Al-Ain, squadra della città in cui è nato, Mohammed ha fatto il suo esordio da professionista, proprio con la maglia dell'Al Ain, il 27 aprile 2013, giocando da titolare la partita della UAE Pro-League 2012-2013 contro l'Al-Shaab. Nel 2014 lascia l'Al-Ain per firmare con la squadra del Baniyas dove rimane per cinque stagione, contribuendo alla vittoria della UAE First Division nella stagione 2017-2018.
Terminata l'esperienza con la squadra di Abu Dhabi, Mohammed ha firmato nel 2019 per l'Ittihad Kalba, squadra per cui gioca ancora oggi.

### Nazionale
Nel 2013 Mohammed venne convocato dalla nazionale Under-23 di calcio degli Emirati Arabi Uniti per partecipare alla Coppa d'Asia AFC Under-22 2014 in Oman, giocando in tutte le quattro partite giocate dalla nazionale.
Nel novembre del 2022 riceve la sua prima convocazione da parte della nazionale maggiore e fa il suo esordio subentrando nei minuti finali dell'amichevole vinta per 2-1 contro la nazionale del Kazakistan . Nel gennaio 2023 rientra nella lista dei convocati per la Coppa delle nazioni del Golfo 2023, scendendo però in campo in una sola occasione durante il torneo.

## Palmarès

### Club

#### Competizioni nazionali
- UAE Arabian Gulf Cup: 1

Al Ain: 2012-2013
- Coppa del Presidente degli Emirati Arabi Uniti: 1

Al Ain: 2013-2014
- UAE Super Cup: 1

Al Ain: 2013
- UAE Division 1: 1

Baniyas: 2017-2018